# Ламейра, Жуан
Жуан Педру Сантуш Ламейра (порт. João Pedro Santos Lameira; род. 19 апреля 1999, Санта-Мария-да-Фейра) — португальский футболист, полузащитник румынского клуба «Оцелул»

## Карьера

### Клубная
Воспитанник академии «Порту». Начал профессиональную карьеру в резервной команде клуба — «Порту B». Дебютировал за команду в матче второй лиги Португалии против «Оливейренсе» (1:1). В 2019 году подписал контракт с «Униан Лейрией». В 2020 году Ламейра перешёл в «Академику» на правах аренды, но не сыграл за неё ни единого официального матча. В 2020 году перешёл в команду «Реал СК». Через несколько лет подписал контракт с «Торренсе».
8 июня 2023 года перешёл в российскую «Балтику» на правах свободного агента, подписав контракт на 3 года. Дебютировал за клуб в чемпионате России в матче против «Спартака».
15 июня 2025 года контракт был расторгнут по соглашению сторон, игрок перешёл в румынский «Оцелул», за который он выступал на правах аренды с января 2024 года.

### В сборной
Выступал за юношеские сборные Португалии разных возрастов, в составе которых провёл более 30 матчей. В 2016 году в составе команды до 17 лет стал победителем юношеского чемпионата Европы, проходившего в Азербайджане, на турнире сыграл 3 матча.

## Достижения

### Командные
Торренсе
- Победитель Лиги 3: 2021/22

#### Сборная Португалии
- Чемпион Европы (сборная до 17 лет): 2016